# 김정훈 (정치인)
김정훈(金正薰, 1957년 11월 3일~)은 대한민국의 변호사, 정치인이다. 제17·18·19·20대 국회의원을 지냈다. 부산 출생이다.

## 학력
- 1970 수정국민학교 졸업
- 1973 동아중학교 졸업
- 1976 부산고등학교 졸업
- 1987 한양대학교 법정대학 법학 학사

### 명예 박사 학위
- 2013 부경대학교 명예정치학 박사

## 경력
- 1989년 10월: 제31회 사법시험 합격
- 1992년: 사법연수원 21기 수료
- 1998년~2002년: 부산광역시 고문변호사
- 1998년~2005년: 사단법인 부산안전생활실천시민연합 공동대표
- 2001년~2003년: 대한변호사협회 인권위원
- 2004년 4월 15일: 대한민국 제17대 국회의원 선거 당선(부산 남구 갑, 한나라당, 초선)
- 2004년~2012년: 한나라당 부산광역시당 남구 갑 당원협의회 위원장
- 2005년: 사단법인 한국-쿠웨이트 친선협회 회장
- 2005년~2008년: 한국-캐나다 의원친선협회 이사
- 2007년: 한국-미얀마 경제교류협회 회장
- 2007년: 중국 흑룡강성 목단강시 우호친선대사
- 2007년: 한국-중앙아시아 경제협력포럼 회장
- 2008년 4월 9일: 대한민국 제18대 국회의원 선거 당선(부산 남구 갑, 한나라당, 재선)
- 2008년~2020년: 한일의원연맹 부회장
- 2009년: 글로벌패션포럼 대표
- 2009년: 해외자원건설포럼 회장
- 2009년~2012년: 한국-사우디 의원친선협회 이사
- 2009년~2012년: 한국-이라크 의원친선협회 부회장
- 2011년~2014년: UN평화봉사단 고문
- 2011년 7월: 남미 산업경제사절단 단장
- 2012년~2017년: 새누리당 부산광역시당 남구 갑 당원협의회 위원장
- 2012년 4월 11일: 대한민국 제19대 국회의원 선거 당선(부산 남구 갑, 새누리당, 3선)
- 2012년~2020년: 국회 해외동포무역경제포럼 대표의원
- 2012년~2014년: 부산시대학문화연합회 상임고문
- 2012년~2020년: 한국-러시아 의원외교협회 부회장
- 2013년~2020년: 한국-아랍에미리트 의원친선협회 회장
- 2013년~2016년: 한국-싱가포르 의원친선협회 부회장
- 2013년~2016년: 한국-스위스 의원친선협회 이사
- 2013년~2016년: 한국-중국 의회 정기교류체제 부회장
- 2013년~2016년: 한국-중동 금융투자협력포럼 회장
- 2013년 7월: 미국 한국전 참전·정전협정 60주년 기념식 대통령 특사 단장
- 2014년: 한국-러시아 경제협력위원회 위원장
- 2016년: 한일의원연맹 부회장
- 2016년 4월 13일: 대한민국 제20대 국회의원 선거 당선(부산 남구 갑, 새누리당, 4선)
- 2017년 2월~2018년 2월: 자유한국당 부산광역시당 남구 갑 당원협의회 위원장
- 2017년 3월~2020년 5월: 한국-우즈베키스탄 의원친선협회 부회장
- 2017년 3월: 한국-러시아 의원외교협의회 부회장
- 2017년 4월: 한-브루나이 경제포럼 회장
- 2018년 12월~2020년 2월: 자유한국당 부산광역시당 남구 갑 당원협의회 위원장
- 자유한국당 부산광역시당 부산행복연구원 자문위원장
- 미래한국당 상임고문
- 2020년 2월~2020년 5월: 미래통합당 부산광역시당 남구 갑 당원협의회 위원장
- 2020년 6월~2022년 4월: 법무법인(유한) 충정 고문변호사
- 2022년 2월~2022년 3월: 제20대 대통령 선거 국민의힘 윤석열 대통령 후보 금융특보
- 2022년 4월~: 법무법인 광장 고문
- 2022년 5월~2022년 6월: 제8회 전국동시지방선거 국민의힘 부산광역시당 선거대책위원회 명예선대위원장

## 제17대 국회
- 2004년 5월 30일~2008년 5월 29일: 제17대 국회의원(부산 남구 갑, 한나라당, 초선)
- 제17대 국회 전~후반기 정무위원회 간사
- 한나라당 정보위원회 위원장
- 제17대 대통령취임준비위원회 자문위원
- 한나라당 원내대변인

## 제18대 국회
- 2008년 5월 30일~2012년 5월 29일: 제18대 국회의원(부산 남구 갑, 한나라당→새누리당, 재선)
- 제18대 국회 전~후반기 지식경제위원회 위원
- 한나라당 부산광역시당 위원장
- 한일의원연맹 미래위원장
- 한나라당 원내수석부대표
- 제18대 국회 전반기 운영위원회 간사
- 제18대 국회 전반기 정보위원회 위원
- 한나라당 대표최고위원 특보단 단장
- 한나라당 정책위원회 부의장
- 한나라당 전국위원회 부의장
- 제18대 국회 정치개혁특별위원회 한나라당 간사

## 제19대 국회
- 2012년 5월 30일~2016년 5월 29일: 제19대 국회의원(부산 남구 갑, 새누리당, 3선)
- 제19대 국회 전반기 정무위원회 위원장
- 제19대 국회 후반기 정무위원회 위원
- 새누리당 정책위원회 의장

## 제20대 국회
- 2016년 5월 30일~2020년 5월 29일: 제20대 국회의원(부산 남구 갑, 새누리당→자유한국당→미래통합당, 4선)
- 제20대 국회 전반기 산업통상자원위원회 위원
- 국회 헌법개정특별위원회 위원
- 자유한국당 중앙직능위원회 의장
- 제20대 국회 전반기 산업통상자원중소벤처기업위원회 위원
- 자유한국당 제7회 전국동시지방선거 중앙선거대책위원회 부위원장
- 제20대 국회 후반기 정무위원회 위원
- 제20대 국회 후반기 정무위원회 청원심사소위원회 위원장

## 가족
- 배우자: 김정미
- 자녀: 1남 1녀

## 역대 선거 결과
|  | 50.77% |

|  | 66.07% |

|  | 52.89% |

|  | 51.95% |

## 소속 정당
| 소속 정당 | 소속 정당  | 소속 기간 | 비고      |
| --------- | ---------- | --------- | --------- |
|           | 한나라당   | 2004~2012 | 정계 입문 |
|           | 새누리당   | 2012~2017 | 당명 변경 |
|           | 자유한국당 | 2017~2020 | 당명 변경 |
|           | 미래통합당 | 2020      | 합당      |
|           | 무소속     | 2020      | 탈당      |
|           | 미래한국당 | 2020      | 입당      |
|           | 미래통합당 | 2020      | 합당      |
|           | 국민의힘   | 2020~현재 | 당명 변경 |

## 같이 보기
- 남구 갑 (2004년 부산 선거구)
- 부산 남구의 국회의원